# Etmopterus baxteri
Lo squalo lanterna della Nuova Zelanda (Etmopterus baxteri Garrick, 1957) è una specie di squalo della famiglia degli Etmopteridi.

## Distribuzione
Vive a grandi profondità (878-1427 metri) nelle acque al largo dell'Australia sud-orientale e della Nuova Zelanda, ma recentemente è stata scoperta un'altra popolazione al largo dell'Africa meridionale.

## Descrizione
Raggiunge al massimo i 75 centimetri di lunghezza.

## Biologia
È ovoviviparo.